# Olivia (TV-serie)
Olivia, på engelska Olivia eller också Welcome to the World of the Pig Olivia, är en brittisk-amerikansk tecknad tv-serie för barn, som visas på SVT Barnkanalen. Serien är baserad på bilderböckerna av Ian Falconer, som inspirerades till dem av sin verkliga syskondotter Olivia.
Berättelsen utspelar sig i en värld där folk är grisar i stället för människor. En av dessa är Olivia, en 6-årig flicka, som upplever vardagsäventyr med sin familj och sina kompisar. Olivia har en livlig fantasi, och varje avsnitt brukar innehålla en eller flera fantasisekvenser där Olivia föreställer sig själv i olika roller eller yrken, så som superhjälte, konstnär, pirat, primaballerina, eller dylikt.
Olivias familj består av mamma, pappa, Olivia själv, en 4-årig lillebror och en bebisbror.